# Погранична марка Позен-Западна Пруска
Погранична марка Позен-Западна Пруска је била провинција Слободне Државе Пруске настала од преосталих делова провинција Позен и Западне Пруске, и постојала је у саставу Вајмарске и Нацистичке Немачке од 1922. до 1938. године.